# AdBlock
AdBlock ist ein Open-Source-Werbefilter und Pop-up-Blocker, der als Erweiterung für die Webbrowser Google Chrome, Opera und Safari genutzt werden kann.

## Geschichte
AdBlock war zunächst unabhängig sowohl vom kommerziellen Adblock Plus als auch von dessen Vorgänger Adblock für Mozilla Firefox.
Im Oktober 2015 wurde AdBlock von einem Investor übernommen. Seitdem ist AdBlock nicht mehr für Firefox verfügbar. Der Gründer Michael Gundlach hat das Unternehmen Betafish verlassen. Gleichzeitig trat AdBlock dem Acceptable-Ads-Programm bei, welches schon beim Initiator Adblock Plus für starke Kritik sorgte.

## Filterlisten
Die Aktualisierungen der Filterlisten lassen sich automatisch abrufen. Neben der Standardliste lässt sich in AdBlock auch eine Antisocial Filterliste aktivieren, diese verhindert z. B. dass Facebook Daten einsammeln kann, wenn Seiten mit Social Plugins besucht werden.
Weitere zusätzlich aktivierbare Listen richten sich gegen Malware in Webseiten und z. B. die „Fanboy's Annoyances“, dies sind besonders störende CSS Toolbars, Flyouts, Popups und andere Elemente.

## Websites mit Werbeblocker-Erkennung
Inzwischen sind einige Websitebetreiber dazu übergegangen, die Nutzung von Adblockern zu erkennen und Gegenmaßnahmen zu ergreifen. So blenden einige Websites Warnmeldungen ein, die auf das Konzept der Werbefinanzierung hinweisen. Bild.de sperrt seit Oktober 2015 Nutzer aus, die einen Adblocker verwenden, und versucht auf dem Weg der Abmahnung zu verhindern, dass Benutzer ihren Browser selbst so konfigurieren können.
Im Gegenzug wurden (z. B. mithilfe der Firefox-Erweiterung Greasemonkey) unter der Bezeichnung Anti-Adblock-Killer (AAK) Skripte programmiert, die die Werbeblocker-Erkennung auf den aufgeführten Websites aushebeln, so dass die Website trotz Werbeblocker vollständig benutzbar ist. Unterstützend gibt es z. B. in der sehr populären EasyList aber auch in der Liste des AAK-Projektes Filterdefinitionen für AdBlock, die die Erkennung eines Werbeblockers verhindern.

## Versionshistorie
- Version 2.1: Fügte eine Unterstützung für viele Sprachen hinzu. Aktuell unterstützt AdBlock damit über 33 Sprachen.
- Version 2.4: Starke Verbesserung der Geschwindigkeit und des Speichermanagements pro Tab.[5]
- Version 2.5: Alle Typen von downloadbarer Werbung werden blockiert, inklusive Werbung in Videos und in Flash.
- Version 2.6: Informiert den Benutzer wahlweise nun auch darüber, wie viel Werbung auf der Seite und insgesamt geblockt wurde.[6]

## Software mit ähnlicher Funktionalität
Zu AdBlock ähnliche Werbeblocker sind die Browser-Erweiterungen uBlock Origin mit bereits integrierten Anti-Adblock-Killer, so wie diversen Filtern gegen Webtracking, Malvertising u. ä. und Adblock Plus, von der es wiederum zahlreiche Abspaltungen gibt.